# Mohamed Diamé
Mohamed Diamé (ur. 14 czerwca 1987 w Créteil) – senegalski piłkarz francuskiego pochodzenia występujący na pozycji pomocnika, zawodnik katarskiego klubu Al Ahli Ad-Dauha. Były reprezentant Senegalu.

## Życiorys
Diamé urodził się we Francji w rodzinie pochodzenia senegalskiego.

### Kariera klubowa
Jego pierwszym klubem w karierze był RC Lens. W 2005 roku zaczął grać w jego amatorskich rezerwach. W 2007 roku trafił do Hiszpanii i został zawodnikiem występującego w Segunda División B, CD Linares. Po roku gry w nim odszedł do drugoligowego Rayo Vallecano z Madrytu. Piłkarzem Rayo był w sezonie 2008/2009.
W 2009 roku Diamé przeszedł do angielskiego Wigan Athletic. W Premier League zadebiutował 22 sierpnia 2009 w przegranym 0:5 meczu z Manchesterem United. Swojego pierwszego gola w lidze angielskiej strzelił 6 lutego 2010 w spotkaniu z Sunderlandem (1:1).
1 lipca 2012 podpisał trzyletni kontrakt z West Hamem United. 1 września 2014 przeszedł do Hull City, związał się z klubem na trzy lata. 3 sierpnia 2016 podpisał trzyletni kontrakt z Newcastle United.
11 lipca 2019 podpisał kontrakt z katarskim klubem Al Ahli Ad-Dauha, umowa do 30 czerwca 2021; bez odstępnego. 

### Kariera reprezentacyjna
Był reprezentantem Senegalu w kategorii wiekowej U-23.
W seniorskiej reprezentacji Senegalu Diamé zadebiutował 26 marca 2011 na stadionie Stade Léopold-Sédar-Senghor (Dakar, Senegal) podczas kwalifikacji do Pucharu Narodów Afryki 2012 w wygranym 1:0 meczu przeciwko reprezentacji Kamerunu. Został powołany do kadry na Puchar Narodów Afryki 2017. 

## Statystyki

### Klubowe
Stan na 30 stycznia 2020
| Sezon     | Klub             | Kraj      | Rozgrywki          | Mecze | Bramki |
| --------- | ---------------- | --------- | ------------------ | ----- | ------ |
| 2005/06   | RC Lens B        | Francja   | CFA                | 28    | 1      |
| 2006/07   | RC Lens B        | Francja   | CFA                | ?     | ?      |
| 2007/08   | CD Linares       | Hiszpania | Segunda División B | 31    | 1      |
| 2008/09   | Rayo Vallecano   | Hiszpania | Segunda División   | 25    | 2      |
| 2009/2010 | Wigan Athletic   | Anglia    | Premier League     | 34    | 1      |
| 2010/2011 | Wigan Athletic   | Anglia    | Premier League     | 36    | 1      |
| 2011/2012 | Wigan Athletic   | Anglia    | Premier League     | 26    | 3      |
| 2012/2013 | West Ham United  | Anglia    | Premier League     | 32    | 3      |
| 2013/2014 | West Ham United  | Anglia    | Premier League     | 34    | 3      |
| 2014/2015 | West Ham United  | Anglia    | Premier League     | 3     | 0      |
| 2014/2015 | Hull City        | Anglia    | Premier League     | 12    | 4      |
| 2015/2016 | Hull City        | Anglia    | Championship       | 38    | 9      |
| 2016/2017 | Newcastle United | Anglia    | Championship       | 37    | 3      |
| 2017/2018 | Newcastle United | Anglia    | Premier League     | 31    | 2      |
| 2018/2019 | Newcastle United | Anglia    | Premier League     | 29    | 0      |
| 2019/2020 | Al Ahli Ad-Dauha | Katar     | Qatar Stars League | 14    | 0      |

## Sukcesy

### Klubowe
Newcastle United
- Zwycięzca Football League Championship: 2016/2017